# Zaliv Hangdžov
Zaliv Hangdžov (poenostavljeno kitajsko: 杭州湾; tradicionalno kitajsko: 杭州灣; pinjin: Hángzhōu Wān; Hangzhou Wu  han-tsei uae) je lijakast zaliv Vzhodnokitajskega morja, ki ga meji na provinca Džedžjang in občina Šanghaj, ki leži severno od zaliva. Zaliv se razteza od Vzhodnokitajskega morja do vrha pri mestu Hangdžov, po katerem je zaliv dobil ime.
Pri Hangdžovu se v ta zaliv izliva reka Čjantang, ki zagotavlja sladko vodo z zahoda, medtem ko morska voda prihaja z vzhoda. Tako se zaliv Hangdžov, zlasti njegov zahodni konec, v znanstveni literaturi včasih imenuje ustje reke Čjantang.
Na jugovzhodnem koncu zaliva Hangdžov, ob Ningboju, je veliko majhnih otokov, ki se skupaj imenujejo otoki Džovšan. Ta arhipelag otokov je urbaniziran z upravnim statusom mesta na ravni prefekture v provinci Džedžjang.
Z manj kot 15 metri globine je celoten zaliv razmeroma plitev. Zato je glavno pristanišče na območju zaliva tisto v Ningboju in Džovšanu, na jugovzhodnem koncu zaliva na obali Vzhodnokitajskega morja.

## Plimski val reke Čjantang
Zaliv je znan po največjem plimskem valu na svetu, visokem do 9 metrov in potuje s hitrostjo do 40 km na uro. Mestni park za opazovanje plime in oseke Janguan (盐官镇观潮胜地公园 Yánguān Zhèn Guāncháo Shèngdì Gōngyuán), na severni obali zaliva Hangdžov, približno 50 km vzhodno od mesta Hangdžov, velja za enega najboljših krajev za opazovanje Qiantanga River Tidal Bore, zlasti na 18. dan osmega lunarnega meseca.

## Zalivski mostovi
Zaliv je najprej povezal most Hangdžov Bay, ki je bil povezan 14. junija 2007 in odprt 1. maja 2008. To je 35,7 km dolg most, ki vodi hitro cesto G15, tri pasove v vsako smer, z dvema ločenima deloma mostov s poševnimi zategami in servisni center na sredini mostu. Poteka čez ustje zaliva Hangdžov in povezuje občini Džjašing in Ningbo v provinci Džedžjang. Eden najdaljših mostov na svetu skrajša pot med vzhodnim Džedžjangom in Šanghajem s 400 na 80 kilometrov.
Drugi most, ki prečka zaliv, je most Džjašao, ki je zahodno od mostu Hangdžov Bay in je bil dokončan leta 2013. Razteza se 10,14 km čez izliv reke Čjantang in vodi hitro cesto G15W, štiri pasove v vsako smer, čez šest zaporednih razponov, podprtih s šestimi visokimi piloni. Most Džjašao povezuje Šaošing na južni obali zaliva s točko na severni obali zaliva južno od Šjašinga in zagotavlja bolj neposredno pot za promet vozil med Šaošingom in Šanghajem.
Načrtovan je še en most, po katerem bo potekala hitra železnica Nantong–Ningbo.

## Območje velikega zaliva Hangdžov
Leta 2018 je vlada province Džedžjang po stopinjah Guangdonga objavila ambiciozne načrte za območje velikega zaliva Hangdžov, katerih cilj je mega shema ponovnega razvoja mest, ki bi do leta 2022 podvojila gospodarsko proizvodnjo regije in razvila »svetovni razred« območja zaliva do leta 2035. Območje Velikega zaliva, gospodarski in industrijski pas, osredotočen okoli zaliva Hangdžov, je dom približno 40 milijonov ljudi in od leta 2017 predstavlja 87 odstotkov gospodarske proizvodnje province. Izziv za vizijo Džedžjanga je lahko njegova interakcija s Šanghajem.